# Fluorougljenik
Fluorougljenici (perfluorougljenici, PFC) su organofluorinska jedinjenja koja sadrže samo atome ugljenika i fluora vezane jakim ugljenik–fluor vezama. Fluoroalkani koji sadrže samo jednostruke veze su hemijski i termalno stabilniji od alkana. Fluorougljenici sa dvostrukim vezama (fluoroalkeni), a posebno sa trostrukim vezama (fluoroalkini), su reaktivniji od njihovig korespondirajućih ugljovodonika. Fluoroalkani mogu da služe kao vodoodbojni fluoropolimeri, rastvarači, kao i jaki staklenički gasovi. Nezasićeni fluorougljenici se koriste kao reaktanti.

## Upotreba term
Formalna IUPAC definicija fluorougljenika je molekul koji se u potpunosti sastoji od fluora i ugljenika. Međutim, drugi molekuli bazirani na fluorougljenicima, koji tehnički nisu fluorougljenici se često nazivaju fluorougljenicima, zato što imaju slične strukture i identična svojstva. Mnoga hemijska jedinjenja se označavaju kao fluorouglovodonici, perfluorinisana jedinjenja, ili sa prefiksom perfluoro- mada sadrže dodatne tipove atoma, kao što su na primer hlorofluorougljeni.

## Spoljašnje veze
- [http://www.vega.org.uk/video/programme/119 .
- [мртва веза]